# Justin Faulk
Justin Faulk (South St. Paul, Minnesota, 20 de marzo de 1992) es un jugador profesional estadounidense de hockey sobre hielo que se desempeña en la posición de defensor derecho en St. Louis Blues, equipo de la National Hockey League (NHL).

## Carrera
Fue seleccionado en la segunda ronda en la NHL Entry Draft de 2010. En 2011 hizo su debut profesional con el equipo Carolina Hurricanes, en el cual jugó ocho temporadas (2011-2019), después pasó a St. Louis Blues, donde lleva jugando cinco temporadas.